# Puig dels Tres Vents
El Puig dels Tres Vents o de Tretzevents és una muntanya del Pirineu, de 2.731 metres d'altitud. Pertany al massís del Canigó; és a la comarca del Vallespir, a tocar de la del Conflent, a la Catalunya del Nord.
El cim principal és entre els termes municipals de Cortsaví i el Tec, al Vallespir, però un cim secundari, de 2.727 m, a uns centenars de metres al nord-oest del principal, separa les valls de Cadí (Castell de Vernet, Conflent), de la Comalada (el Tec, Vallespir) i del Riuferrer (Arles, Vallespir) i, per tant, és el triterme entre les comunes esmentades. És a poc més de tres quilòmetres en línia recta del cim del Canigó, al seu sud-est, al sud del Puig Sec i al nord-est del Puig Roig.
El Puig dels Tres Vents és en moltes de les rutes de muntanya del massís del Canigó, com es pot veure als enllaços externs.
Aquest cim està inclòs al llistat dels 100 cims de la FEEC.